# Le Nouveau Paris
Le Nouveau Paris est un ouvrage publié par Louis-Sébastien Mercier en 1798. Composé de courts chapitres indépendants les uns des autres (anecdotes, portraits, réflexions, courts récits), il évoque Paris pendant la Révolution française. Les six volumes du Nouveau Paris constituent une suite aux douze volumes du Tableau de Paris, publiés par Mercier entre 1782 et 1788.    

## Genèse du texte
Mercier écrit beaucoup pour les journaux pendant la Révolution. De 1789 à 1796, son activité principale est la rédaction du journal qu'il a fondé : Les Annales patriotiques et littéraires. Dans les années qui suivent, il collabore à d'autres journaux. Lorsqu'il prépare le Nouveau Paris à partir de 1796, il reprend certains articles pour en faire des chapitres de son ouvrage. 
Dans l'avant-propos du Nouveau Paris, Mercier remarque que le Tableau de Paris, dont il a achevé la publication en 1788, est devenu obsolète. Le chapitre 1 commence par le même constat : « Je ne marche plus dans Paris que sur ce qui me rappelle ce qui n'est plus ». La Révolution a provoqué de tels changements que le Tableau de Paris est à refaire. 
La première édition est publiée à Paris, par les libraires Fuchs, Charles Pougens et Charles-Frédéric Cramer. La page de titre ne contient pas de date. L'avant-propos est daté du 10 frimaire an VII (30 novembre 1798).

## Contenu
En six volumes et 271 chapitres, Mercier évoque à la fois des événements de la Révolution et la vie quotidienne à Paris. Certains chapitres sont consacrés à des événements précis, comme les préparatifs de la Fête de la Fédération (chapitre 14, « Travaux du Champ-de-Mars ») ou le « Procès de Louis XVI » (chapitre 81). Le chapitre 2, « Explosion » résume toute l'histoire de la Révolution en quelques pages. Mercier s'arrête aussi sur des institutions comme le « Tribunal révolutionnaire » (chapitre 46) ou des personnes (chapitre 36, « Bailly et quelques autres portraits »). Il retrace les conflits auxquels il a pris part alors qu'il siégeait à la Convention, revenant notamment sur la lutte entre les Montagnards et les Girondins, dont il était proche. Le chapitre 87, consacré à la chute des Girondins le 31 mai 1793 est intitulé « Le jour désastreux ». Plusieurs passages ont un caractère autobiographique, lorsque Mercier évoque son action à la Convention ou sa captivité, d'octobre 1793 à la chute de Robespierre.
À côté des chapitres les plus politiques se trouvent des chapitres consacrés à des faits divers : le chapitre 143, « Événement à la plaine de Grenelle », raconte l'explosion d'une poudrerie le 31 août 1794. D'autres s'intéressent aux conditions de vie pendant la Révolution, au prix des denrées alimentaires par exemple (chapitre 198, « Magasiniers »), aux divertissements (chapitre 92, « Les bals d'hiver ») ou encore à la production imprimée (chapitre 140, « Consommation du papier »). Comme dans le Tableau de Paris, Mercier tire parti de ses talents d'observateur pour décrire des lieux pittoresques, notamment le « Palais-Égalité, ci-devant Palais-Royal » au chapitre 91. 
L'impression de désordre qui se dégage de l'ensemble est revendiquée par Mercier. Le désordre qui caractérise la Révolution devient le principe d'une écriture qui procède « dans la discontinuité aléatoire de l’errance et du souvenir ». Les nombreux chapitres du Nouveau Paris  donnent autant de points de vue différents sur un phénomène politique impossible à saisir dans son ensemble, comme l'écrit Mercier lui-même : « Comment l'historien se retirera-t-il de ce labyrinthe ? Comment évitera-t-il l'empire de sa propre opinion, lorsque les hommes les mieux exercés à voir ont eu peine à saisir un point de vue, et à fixer un objet dans cette extrême et continuelle mobilité d'optique ? »
En revanche, Mercier défend un point de vue politique très ferme. Républicain convaincu, il prend le parti du Directoire contre la double menace des royalistes et des révolutionnaires radicaux (chapitre 199, « Je suis un modéré »). S'il est un « témoin engagé qui ne craint pas les contradictions », son idéal de concorde et d'unanimité républicaine se heurte cependant à la « cacophonie révolutionnaire» dont il rend compte dans le Nouveau Paris.    

## Postérité
Les réactions à la publication du Nouveau Paris ont été peu nombreuses. On peut remarquer les Six lettres à L. S. Mercier de l'Institut de France sur les six tomes de son Nouveau Paris, publiés par Fortia de Piles en 1801. Il faut attendre que Charles Monselet parle du Nouveau Paris dans Les Oubliés et les Dédaignés, figures littéraires de la fin du XVIIIe siècle en 1857 et que l'éditeur Poulet-Malassis réédite le texte en 1862 pour qu'il soit mieux connu. Avant cela, plusieurs auteurs du XIXe siècle se sont inspirés du Nouveau Paris pour écrire des textes sur la Révolution française, notamment Jules Michelet pour son Histoire de la Révolution française et plus encore Victor Hugo pour son roman Quatrevingt-treize. 